# Селларс, Рой Вуд
Рой Вуд Селларс (англ.  Roy Wood Sellars; 9 июля 1880 года, Сифорт, Онтарио, Канада — 5 сентября 1973 года, Анн-Арбор, Мичиган, США) — американский философ. Один из основателей критического реализма и эволюционного натурализма. В области политической философии Селлeрс выступал за умеренный научный социализм и был соавтором «Гуманистического манифеста» 1933 года.

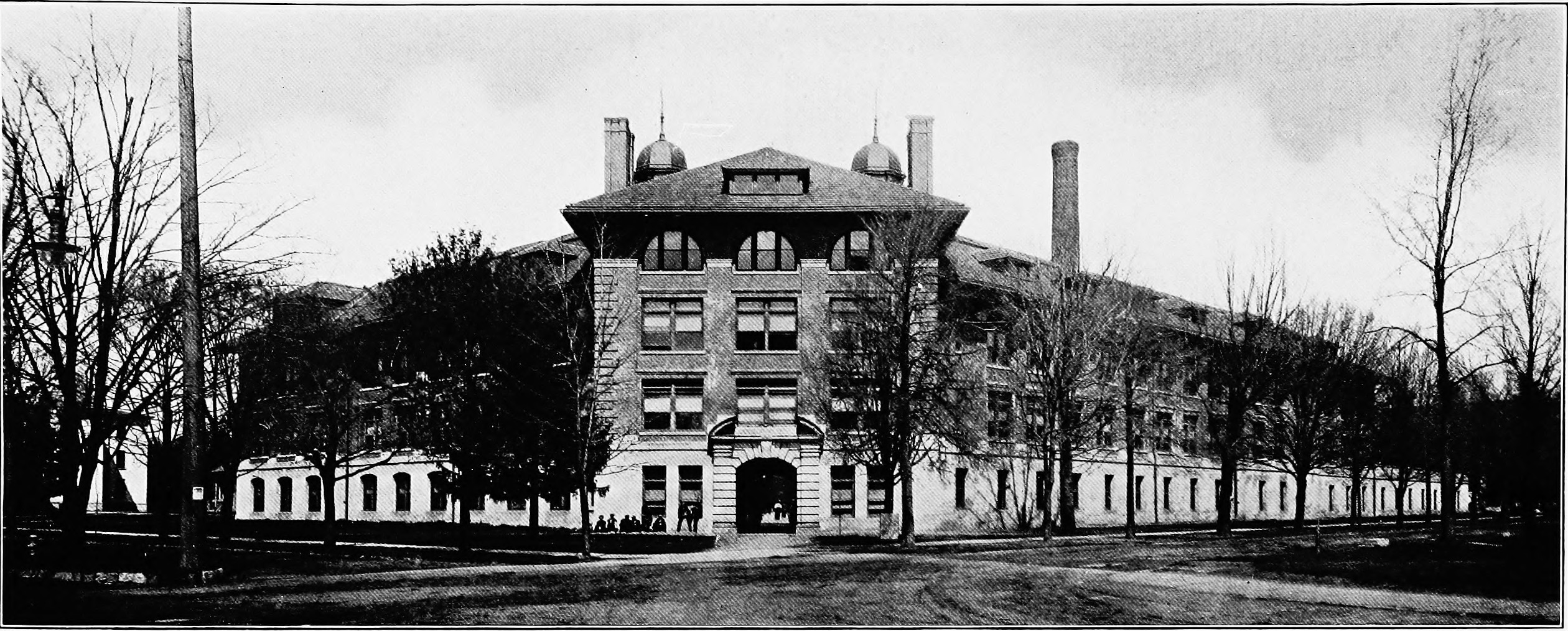
Мичиганский университет. 1906 год

## Биография
Родился 9 июля 1880 года в городке Сифорт в канадской провинции Онтарио. Родители Селларса, Форд Уайлис и Мэри Сталкер Селларс, были шотландского происхождения. Отец, первоначально работавший учителем, получил также медицинское образование из-за проблем со здоровьем. Затем семья переехала в Пиннебог, небольшой посёлок в Мичигане (США). Рой с детства занимался спортом. Будучи также интеллектуально одарённым, он был отправлен учиться в Институт Ферриса в Биг-Рапидс.
В 1889—1993 годы учился в Мичиганском университете, затем перешел в Хартфордскую духовную семинарию. В семинарии изучал греческий, иврит и арабский язык, мог читать Коран на арабском языке.
В 1904 году работал в Университете Висконсина в качестве научного сотрудника, затем вернулся в Мичиганский университет на должность профессора.
Летом 1906 года Селларс получил степень доктора философии в Чикагском университете. Затем он провел год в Европе, в том числе в Сорбонне у Анри Бергсона и в Гейдельберге у Ганса Дриша и Вильгельма Виндельбанда. Затем он вернулся в Мичиган, сначала в качестве наставника, а затем в качестве постоянного члена факультета. Работал в Мичиганском университете до выхода на пенсию.
В 1911 году Селларс женился на своей кузине Хелен Мод Селларс. В семье родилось двое детей — сын Уилфрид и дочь Сесили. Дочь погибла в автокатастрофе в 1954 году. Уилфрид Селларс стал всемирно признанным философом, который продолжил труд отца и связал свою жизнь с аналитической философией.

## Учение
Селларс видел задачу философии в том, чтобы внести свой вклад в прояснение мифов и передать мировоззрение, основанное на науках. Науки берут начало в здравом смысле, но выходят за его пределы с помощью новых вопросов и методов. Философия должна гармонизировать разные мировоззрения.

### Критический реализм

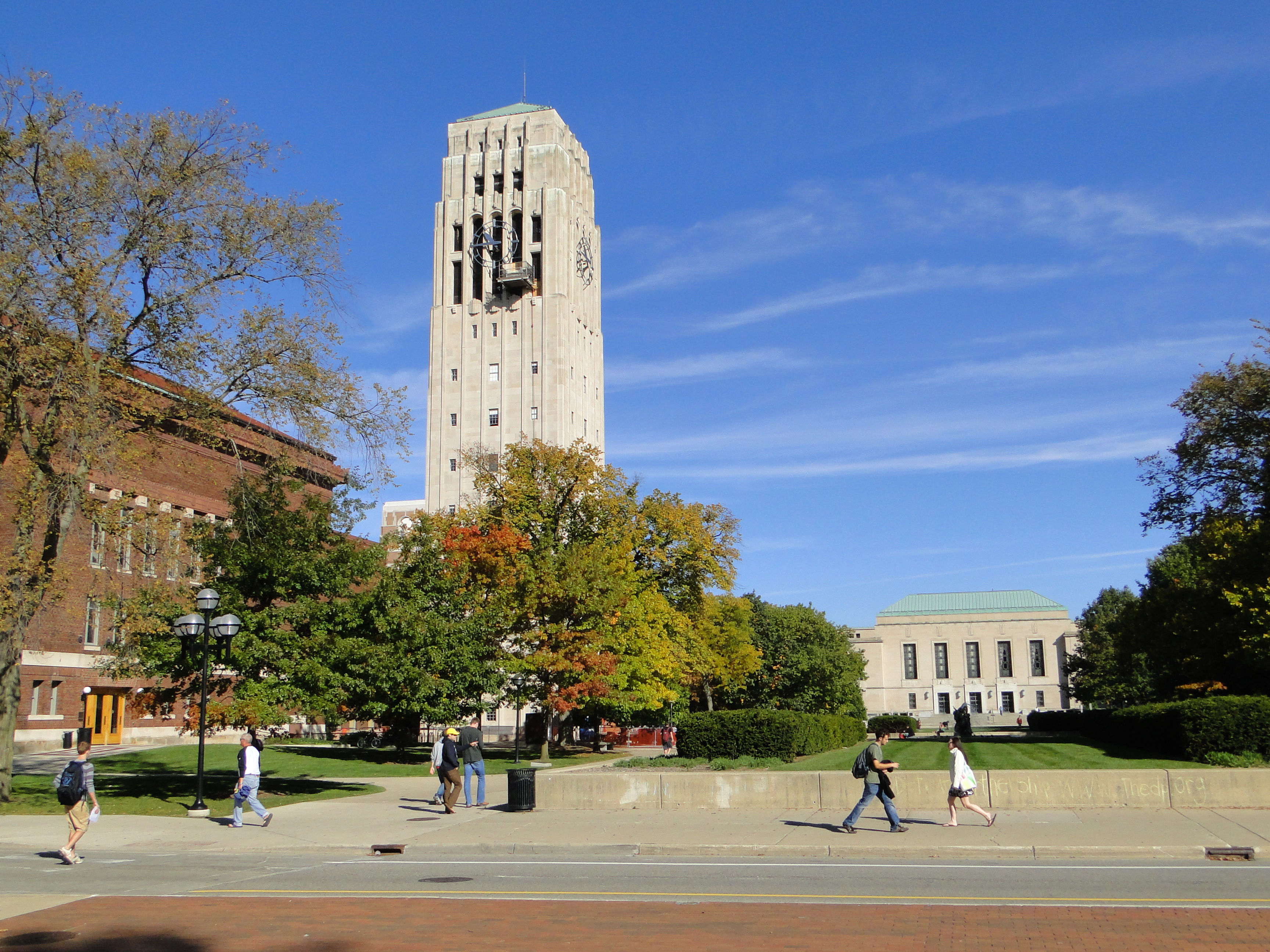
Мемориальная башня Бертона. Мичиган.2010 год

Противник любой формы идеализма, Селларс придерживался мнения, что отправной точкой знания являются реальные объекты. Он пытался защитить реализм здравого смысла. Пока человек воспринимает, не размышляя о восприятии, он предполагает, что воспринимает реальные объекты немедленно, без количества посредников между объектами и содержанием сознания. Следовательно, нет независимых сенсорных данных, восприятий, изображений или представлений. Селларс считал ошибкой проводить различие между воспринимаемым объектом и воспринимаемым содержанием. Такие теории, как идеализм, репрезентационализм или позитивизм, допускали ошибку, выводя из зависимости восприятия от условий воспринимающего организма, что воспринимаемые объекты являются зависимыми от него. Исходя из этой точки зрения, Селларс выступал за четкую теорию соответствия истины.
Селларс, тем не менее, признал зависимость восприятий от аппарата восприятия и поэтому отвергал наивный реализм, поскольку он не учитывал адекватно научно устанавливаемые различия между объектами и восприятием. Из-за органических условий восприятия всегда являются интерпретациями, в которых, с одной стороны, взаимодействуют внешние причинные условия восприятия, и, с другой, внутренний референциальный акт восприятия.

### Эволюционный натурализм
Здравый смысл также является отправной точкой для теории науки Селларса. В науках, помимо повседневных знаний, новые идеи можно получить с помощью новых вопросов и применения систематических и математических методов. Селларс отверг простую физическую структуру Вселенной, но постулировал иерархию нескольких возникающих уровней причинности, возникших в ходе эволюции. Итак, жизнь возникает из материи при подходящих условиях, и дух также возникает из жизни.Селларс говорил о творческом синтезе в природе, в котором новое развивается из существующего. Отдельные науки, такие как физика или биология, ограничены их соответствующим уровнем и не могут объяснить более высокие уровни возникновения сами по себе. Таким образом, одна из задач философии — создать обзор взаимосвязей и соединяющих структур.

### Организм
В своем вкладе в философию Альфреда Норта Уайтхеда Селларс замечает, что его философия заслуживает названия «философия органического» , поскольку, по его мнению, организмы являются целостными объектами, в то время как Уайтхед описывает их как составные объекты. Согласно Селларсу, организмы, созданные в процессе появления, следует понимать как единое целое, а не как множество. Этот целостный взгляд тесно связан с концепциями полей в физике или холистических форм в гештальтпсихологии.

### Теория ценности
Селларс тесно связал свою теорию ценности с эпистемологической позицией критического реализма и с онтологической позицией возникающих организмов. Человеческая свобода и мир ценностей являются результатом органического развития и немыслимы в чисто механическом мировоззрении. Физический мир только обеспечивает рамочные условия для жизни человека и его институтов, которые придают сознанию его центральную ориентацию («горячий центр»). Селларс обычно отвергал любую форму онтологического дуализма и видел в этом ущерб теории ценности. Оценочные суждения лишь частично соответствуют когнитивным суждениям, поскольку они не могут быть выведены из физических фактов. Но это интерпретации, которые влияют на человеческую жизнь и поэтому актуальны как для отдельных лиц, так и для групп. Селларс признает, что на оценочные суждения влияют чувства, но считает, что их можно проследить до объективных фактов.

### Социализм
Селларс выступал за современный социализм на ранних этапах политической философии. Он отличал утопический социализм, например, Фурье и Сен-Симона, от политического социализма в Коммунистическом манифесте раннего Карла Маркса и, в-третьих, научный социализм как дальнейшее развитие теории Маркса или ортодоксального марксизма в свете его критиков. Селларс явно выступал против радикальных изменений в социальных структурах, основанных на утопии, которую считал опасной. Вместо этого он призвал к постепенному изменению существующих институтов на основе научных достижений. В частности, он отвергал детерминистский материализм ортодоксального марксизма и связанную с ним теорию истории, которая считалась необходимостью. Марксистский тезис о том, что капитализм уже имеет корни своего крушения, исторически опровергнут. По мнению Селларса, люди должны научиться эмансипироваться в политическом процессе. Это включает в себя различные достоинства, такие как сотрудничество, изобретательность, готовность находить улучшенные решения в непрерывных процессах и терпение для постепенного достижения желаемой цели. Вместо марксистской надындивидуальной необходимости в истории Селларс предлагал необходимость образования (воспитания) для активного участия в долгосрочных процессах изменений.

### Гуманизм
В своей ранней работе Селларс исследовал религию на сравнительной основе: с научной, гуманистической и атеистической точки зрения. Он выступал за замену сверхъестественных явлений на научной основе ценностями общей лояльности и, таким образом, на благо людей. С этой точки зрения он был одним из первых представителей религиозного гуманизма в Америке начала XX века, одним из основных источников которого был унитаризм.
В 1932 году унитарий Раймонд Брэгг, соредактор журнала «Новый гуманист» попросил Селларса внести свой вклад в основную статью о гуманизме. Черновик, написанный Селларсом, впоследствии был во многом изменен и опубликован как «Гуманистический манифест» в 1933 году под редакцией Брэгга. Поскольку впоследствии было опубликовано несколько текстов с таким же названием, эта статья именуется «Гуманистическиом манифестом I». Манифест предназначен не только для академической аудитории, но и для широкой публики и состоит из 15 тезисов с рамочным текстом.
Он четко сформулирован как альтернативное религиозное мировоззрение, однозначно отвергающее теизм, деизм, модернизм или другие формы «нового мышления». В манифесте отвергается ориентированное на прибыль общество и призывается к кооперативному всемирному обществу с рациональными решениями проблем. Селларс был одним из 34 подписантов манифеста и также в своих публикациях выражал ему поддержку. Из-за различных рецензий позже был опубликован «Гуманистический манифест II», который был сформулирован менее оптимистично без базовой религиозной концепции, а также с точки зрения социальных целей. Селларс был также одним из подписантов этого документа.